# Каверинский
Каверинский — упразднённый кордон, находившийся в подчинении администрации пгт Краснолесный городского округа город Воронеж Воронежской области России. В 2008 году включён в состав посёлка Краснолесный и исключён из учётных данных.

## География
Располагался на территории Воронежского заповедника, на безымянном ручье притоке реки Ивица, на расстоянии приблизительно 7 км к северу от окраины посёлка Краснолесный.

## История
Возник как лесной кордон заповедника.

## Население
Согласно результатам переписи 2002 года,  в населённом пункте отсутствовало постоянное население.